# 多田信作
多田 信作（ただ しんさく、1932年(昭和7年) - 1996年(平成8年)）は、日本を代表する美術教育研究者｡晩年は日本の玩具研究家、児童遊戯研究家としても活躍。
東京生まれ。1957年芸術教育研究所を設立し所長。1984年東京おもちゃ美術館を設立、館長。
1965年より開校した「夏の芸術教育学校」は、2018年現在で、受講者数200万人を越え、保育士や幼稚園教師に多大なる影響を及ぼしている。1996年にスタートした日本初のおもちゃ専門資格「おもちゃコンサルタント」は有資格者6000人を越え、日本の玩具文化の向上に大きな貢献を果たした。
子は多田千尋・NPO法人「日本グッド・トイ委員会」理事長。

## 著書
- 『幼年教育講座 7　絵の教育』編集:芸術教育研究所 黎明書房、1971
- 『0歳児のための手づくりおもちゃ』芸術教育研究社編 鳩の森書房 鳩の森文庫、1973
- 『なにしてあそぼう』芸術教育研究所編 鳩の森書房 鳩の森文庫、1975
- 『乳幼児のための芸術教育』芸術教育研究所編 鳩の森書房 鳩の森文庫、1975
- 『子どもの知力をぐんぐんのばす お母さんだからできる幼児教育』青春出版社、1977
- 『伝承あそび入門』黎明書房 指導者の手帖、1977
- 『子どもの知力をのばす教育 3～6歳までの豊かな能力をはぐくむために』鳩の森書房、1980
- 『手づくりおもちゃで孫と遊ぼう』芸術教育研究所,おもちゃ美術館編 倉坂益子絵 黎明書房、1987
- 『おもちゃ工作全書 なつかしいおもちゃ、たのしいおもちゃがいっぱい』池田書店、1989
- 『たのしくたのしく絵を描こう』黎明書房、1991
- 『私のしごとはナンバーワン 地域に根ざした福祉文化の創造者たち』中央法規出版 福祉文化ライブラリー、1992
- 『草花あそび全書 自然とふれあい、あそびの輪をひろげよう』池田書店、1995
- 『からくりおもちゃ工作』池田書店、1996
- 『子どもの喜ぶ伝承あそび入門』黎明書房、1996 遊びのアイディア

### 共編著
- 『少年少女東京オリンピック全集 3 みんなの力で』川本信正、黒崎貞治郎共著 黎明書房、1965
- 『少年少女東京オリンピック全集 1 もえる聖火』川本信正共著 黎明書房、1965
- 『新しい幼児のごっこあそび12カ月 ひとりでもグループでもあそべる』佐久間俊直共著 芸術教育研究所編 黎明書房、1970
- 『1-2歳児～5～6歳児のための手づくりおもちゃ』鈴木美也子共著 芸術教育研究所編 鳩の森書房 鳩の森文庫、1975 - 77
- 『幼児の粘土指導12カ月』芸術教育研究所著 古田一夫共編 黎明書房 幼児の指導シリーズ、1975
- 『えほんワークさんすう 幼稚園から小学校へ』山内昭道共著 おぼまこと絵 啓林館、1976
- 『幼児の版画指導12カ月』芸術教育研究所編 小熊ミツギ共編　黎明書房 幼児の指導シリーズ、1976
- 『「小さな小さな児童館」づくり 誰にでもとりくめる学校外教育』益田礼子共著 芸術教育研究所編　鳩の森書房 鳩の森文庫、1979
- 『グッド・トイで遊ぼう 子どもの発達を考えたよいおもちゃ100選』おもちゃ美術館・日本グッド・トイ委員会編 芸術教育研究所共著 黎明書房、1988
- 『世界の玩具事典』多田千尋共著 岩崎美術社、1989

### 翻訳
- カザコーワ『年少児は描く 2歳から4歳までの描画指導』大井数雄共訳 芸術教育研究所 編 黎明書房、1974
- エ・カーメネヴァ『美術ジャンル 用語と技法』造形社、1979

## 参考
- 多田千尋インタビュー
- 『世界の玩具事典』著者紹介